# Guerra di devoluzione
La guerra di devoluzione (1667–1668) fu un conflitto militare tra Francia e Spagna per il possesso delle Fiandre (oggi parte del Belgio) e della Franca Contea. Il suo nome deriva dalle rivendicazioni di Luigi XIV di Francia su tali territori in base ad un emendamento in vigore all'epoca nel Brabante.

## Cause
La moglie di Luigi XIV, Maria Teresa di Spagna (1638-1683), figlia di Filippo IV, aveva rinunciato ai diritti sull'eredità spagnola in cambio della cospicua dote di 500 000 scudi da consegnare alla data del suo matrimonio, che però doveva ancora essere pagata.
Quando Filippo morì nel 1665, gli avvocati di Luigi giustificarono le possibili rivendicazioni del monarca francese asserendo che, mentre per la legge di successione spagnola il trono doveva passare al figlio di Filippo, Carlo II, le antiche leggi del Brabante sancivano che i Paesi Bassi Spagnoli dovevano essere "devoluti" in base all'emendamento (ius devolutionis / diritto di devoluzione), solo ai figli di primo letto di Filippo, la cui unica superstite rimaneva Maria Teresa. In base a questo emendamento infatti solo i figli di primo letto erano legittimi eredi dei beni paterni (tale diritto riguardava però, solo i patrimoni privati).
I francesi incalzarono con le rivendicazioni nel 1667 e gli spagnoli ovviamente le contestarono; la Francia iniziò a prepararsi alla guerra. Colbert, l'abile ministro delle finanze di Luigi, riorganizzò l'esercito e lo ingrandì di 30 000 unità, da 50 000 a 80 000 soldati in breve tempo.

## Svolgimento

### La "passeggiata militare"
La guerra ebbe inizio il 24 maggio del 1667, quando un'armata francese agli ordini di Turenne oltrepassò il confine e invase i Paesi Bassi spagnoli. Senza nessun esercito nemico capace di opporsi all'avanzata francese nelle Fiandre, le battute iniziali del conflitto divennero una serie di assedi contro le roccaforti spagnole: immediatamente si arresero, talvolta senza combattere, Bergues, Furnes, Ath, Charleroi, Tournai, e Douai, il 25 giugno capitolarono Courtrai, Oudenaarde e Alost; solo Lilla, posta d'assedio il 28 agosto, oppose una certa resistenza fino al 25 settembre.
L'architetto militare Vauban, che aveva progettato una cintura di fortezze lungo i confini francesi più vulnerabili, fu incaricato di iniziare subito la costruzione della cittadella di Lilla. Questa fulminea ed efficace campagna militare passò alla storia come la "passeggiata militare", per via della facilità con cui venne vittoriosamente portata a termine. A fronte di una eclatante prova di forza e ad una situazione interna preoccupante l'imperatore Leopoldo I accettò di trattare con Luigi XIV per prevenire la futura spartizione dei possessi spagnoli che avrebbe lasciato i Paesi Bassi nelle mani della Francia.

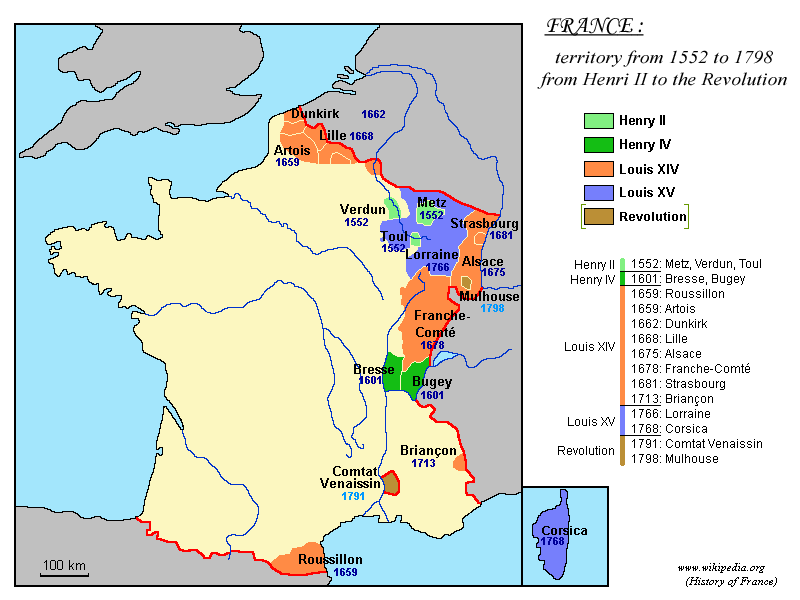
L'espansione territoriale della Francia sotto Luigi XIV (in arancione)

### La Triplice Alleanza Anti-Francese
I successi francesi e le trattative con gli Spagnoli allarmarono però le altre potenze europee e in particolare una tradizionale alleata, la vicina Repubblica delle Sette Province Unite, corrispondente approssimativamente agli attuali Paesi Bassi. Gli olandesi, come del resto gli inglesi, alcuni stati tedeschi e la Svezia, vedevano piuttosto di buon occhio che l'importantissima area strategica dei Paesi Bassi meridionali fosse nelle mani della Spagna, ormai un fragile regno incapace di costituire più una minaccia per la stabilità della regione. Se la Francia avesse acquisito il controllo sui Paesi Bassi Spagnoli, ciò avrebbe significato che il possesso sarebbe passato ad uno stato potente ed aggressivo ai confini olandesi e che per di più avrebbe ottenuto il controllo di alcuni eccellenti scali di fronte all'Inghilterra ed al Mare del Nord.

Pertanto i Paesi Bassi, ponendo termine alla guerra in corso contro l'Inghilterra (1665–1667, a causa dell'atto di navigazione), nel gennaio del 1668 crearono una vasta alleanza antifrancese, chiamata Triplice Alleanza o Triplice Alleanza della Haye, comprendente la Svezia e la stessa Inghilterra. Emisero un decreto che garantiva a Luigi i territori che aveva richiesto all'inizio della guerra, ma ammoniva che se la Francia avesse proseguito l'offensiva, le tre potenze sarebbero intervenute a supporto della Spagna per respingerla.

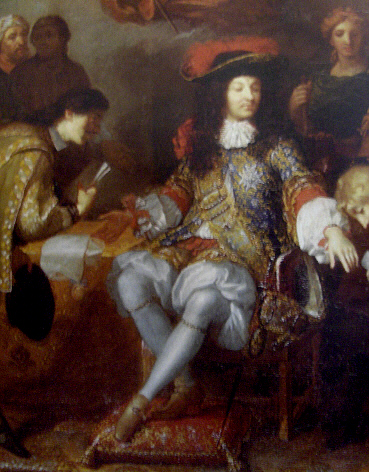
Luigi XIV al tavolo delle trattative per stipulare la pace ad Aquisgrana

Intanto le truppe francesi comandate dall'abile Principe di Borbone-Condè il 1º febbraio intrapresero una vittoriosa spedizione nella Franca Contea, prendendo Besançon il 19 dello stesso mese. Luigi si presentò al tavolo dei negoziati forte delle conquiste militari e della potenza del suo esercito ma deciso a non scatenare una guerra europea, consapevole che difficilmente avrebbe potuto resistere ad un attacco coalizzato dell'alleanza su tutti i fronti, trovandosi a difendere frontiere molto estese.
La pace tra gli schieramenti fu così siglata il 2 maggio 1668 ad Aquisgrana: con il trattato di Aquisgrana si lasciavano alla Francia dodici piazzeforti (Lilla, Bergues, Furnes, Armentières, Courtrai, Douai, Menin, Audenarde, Charleroi e Binche), ma si obbligavano i francesi ad abbandonare la Franca Contea, già occupata.

## Conseguenze
La Francia uscì vittoriosa dalla guerra, confermando l'egemonia sul continente grazie alla sua potenza economica, militare e demografica. L'annessione delle piazzeforti occupate permise inoltre di completare il sistema difensivo di Vauban che nella frontiera nord-orientale aveva ancora non poche falle.
I risultati ottenuti però non furono particolarmente significativi: dal punto di vista territoriale e politico la situazione era rimasta pressoché immutata, la Franca Contea (vitale per i rifornimenti di Madrid alle sue truppe nelle Fiandre) ed i Paesi Bassi rimasero in mani spagnole e non fu alterato nessun equilibrio di potere, semplicemente quasi senza colpo ferire il confine settentrionale si spostò di qualche decina di chilometri.
I Francesi, che aspiravano ad assorbire totalmente i Paesi Bassi Spagnoli, furono traditi dagli olandesi, dai quali contavano invece l'appoggio o quantomeno la neutralità perché, ai loro occhi, erano indipendenti solamente per gli aiuti forniti da Parigi durante la Guerra di indipendenza.
Ma ancor prima della guerra di devoluzione, del resto, sia per ragioni di rivalità coloniali sia per una serie di ripicche in campo doganale, Francia e Paesi Bassi conducevano una sorda e silenziosa guerra economica, che aveva lasciato strascichi e risentimenti nell'animo delle classi imprenditoriali dei due paesi. Lo stesso Colbert spingeva il re ad agire contro i Paesi Bassi, pericolosi concorrenti della Francia in campo economico.
L'unico effetto tangibile della guerra in campo politico fu il rinfocolamento dell'inquietudine delle potenze europee nei confronti delle ambizioni espansionistiche di Luigi XIV.
Infatti l'emendamento della devoluzione nelle leggi ereditarie del Brabante non costituiva un casus belli accettabile, quindi non giustificandola sul piano del diritto internazionale, ed inoltre ufficialmente non venne mai dichiarata portando a credere che i Francesi avrebbero comunque perseguito i loro obiettivi ignorando le regole della diplomazia che moderavano i rapporti tra gli stati.